# Puškinov muzej
Puškinov muzej likovnih umetnosti (rus. Музей изобразительных искусств им А. С. Пушкина) je najveći muzej evropske umetnosti u Moskvi, koji se nalazi u ulici Volkhonka, preko puta Hrama Hrista Spasitelja. Međunarodni muzički festival Svjatoslava Rihtera Decembar noći održava se u Puškinovom muzeju od 1981. godine.

## Istorija
Muzej nije direktno povezan sa ličnošću ili delom ruskog pesnika Puškina. Inicijator osnivanja ove ustanove bio je Ivan Cvetajev (otac pesnikinje Marine Cvetajeve). Cvetajev je ubedio milionera i filantropa Jurija Nečajev-Malcova i arhitektu Romana Klajna da je Moskvi potreban reprezentativan muzej umetnosti. Izgradnja muzeja je trajala od 1898. do 1912. Zgradu su u neoklasičnom stilu projektovali Roman Klajn i Vladimir Suhov.
Na početku, muzej je nosio ime cara Aleksandra III. Ova institucija je, posle nekoliko promena imena, konačno dobila Puškinovo ime 1937. u povodu obeležavanja stogodišnjice njegove smrti.

## Muzej
Muzej je prvobitno zamišljen kao muzej umetnosti iz antičkog doba. Predmeti iz ove ere bili su glavni deo  njenih kolekcija. Sam osnivač, Ivan Cvetajev, bio je ekspert za drevnu klasičnu umetnost.
Glavno zdanje muzeja ima dva sprata. Na većem delu prvog sprata nalazi se galerija otisaka čuvenih skulptura. Na nju se nastavlja galerija originalnih slikarskih dela italijanskog, holandskog, flamanskog, španskog i francuskog slikarstva. Najzad, tu su arheološki eksponati iz Starog Egipta, Grčke, Rima i civilizacija Male Azije. Među najznačajnijim eksponatima je Prijamovo blago (blago iz Troje), koje je izloženo za javnost od 1996.
U susednoj zgradi (Volhonka 14), od 2006. smeštena je „Galerija umetnosti zemalja Evrope i Amerike XIX—XX veka” (рус. Galereя iskusstva stran Evropы i Ameriki XIX—XX vekov). Okosnicu zbirke moderne zapadne umetnosti čine dela iz zbirki Sergeja Šćukina i Ivana Morozova, koja su nacionalizovana nakon Oktobarske revolucije u proleće 1918. To su dela impresionista i postimpresionista: Gogena, Van Goga, Sezana, Pikasa, fovista i nabista.
Kolekcija Puškinovog muzeja u Moskvi obuhvata čak 750 hiljada predmeta.
Muzej ima nekoliko sala za koncerte i izložbe. U njemu se od 1981. održava međunarodni muzički festival Svjatoslava Rihtera „Decembarske noći”. Postoji i sekcija namenjena deci.

## Izgradnja
Zgradu muzeja su dizajnirali Roman Klajn i Vladimir Sukov a finansiran je od strane Jurija Nečajeva. Građevinski radovi započeli su 1898. i nastavljeni do 1912. godine.

## Galerija
- „Prijamovo blago” (prva polovina III milenijuma p.n.e)
- Nadgrobna helenistička stela (4. vek p.n.e)
- Fajumski portret (130–150 godine)
- Luka Kranah Stariji: Čovekov pad (1527)
- Rembrant: Portret starice (1653)
- Đambatista Pitoni: Smrt Sofonisbe (1716-1720)
- Pol Sezan: Mardi gra (1888)
- Pol Gogen: Veče u kafeu u Arlu (1888)
- Vinsent van Gog: Crveni vinograd (1888)
- Edgar Dega: Plave balerine (1897)

## Spoljašnje veze
- Zvanični veb-sajt